# Lerés
Lerés es una localidad española, perteneciente al municipio de Jaca, en la provincia de Huesca. Forma parte de la comarca de la Jacetania, en la comunidad autónoma de Aragón.

## Geografía
El pueblo está situado a 1066 metros de altitud, al pie del cerro Torrullón (1500 m), en una "corona" (altozano) que mira al sur.  A su espalda, al norte, se levanta la sierra Baraguás o de la Contienda, perteneciente al Prepirineo, que tiene su punto más alto en el monte Albarún (1551 m). De esta manera, la sierra protege a la localidad de los vientos y borrascas del norte. En su término nace el río Guas que desemboca en el Aragón.

### La Val Ancha
Lerés se integra en la comarca llamada La Val Ancha, que es una de las seis unidades territoriales que integran las localidades que forman parte del municipio de Jaca. Pertenecen a La Val Ancha las 14 poblaciones siguientes: Lerés, Badaguás, Baraguás, Barós, Ulle, Navasa, Navasilla, Orante, Martillué, Jarlata, Guasa,  Ipas, Gracionépel y Espuéndolas.
La Val Ancha es la primera zona abierta después de los Pirineos adecuada para la agricultura y ganadería. Constituye una depresión que va desde Jaca hasta Sabiñánigo, cuyo límite septentrional está definido por la sierra de Baraguás mientras que la sierra de la Peña Oroel marca el meridional. Aquí, en  un territorio relativamente reducido, se encuentran pequeñas localidades que tradicionalmente se han dedicado a la agricultura de secano y a la ganadería lanar y vacuna.

### Cárcavas
En Lerés se puede contemplar el fenómeno de cárcavas, frecuente en La Val Ancha. Se define por la erosión que el agua produce en las laderas de suelos solubles como son las margas y calcitas. Forma profundas estrías, paralelas entre sí, que descienden de los collados y dejan el suelo sin vegetación. Es característico el color grisa zulado de los suelos.

## Administración municipal
Perteneció al municipio de Baraguás hasta 1943, cuando este se incorporó al de Guasa. En 1966 se unió al municipio de Jaca, que integra a la ciudad y a 33 localidades de su comarca, entre las que se cuenta Lerés.

## Demografía y economía

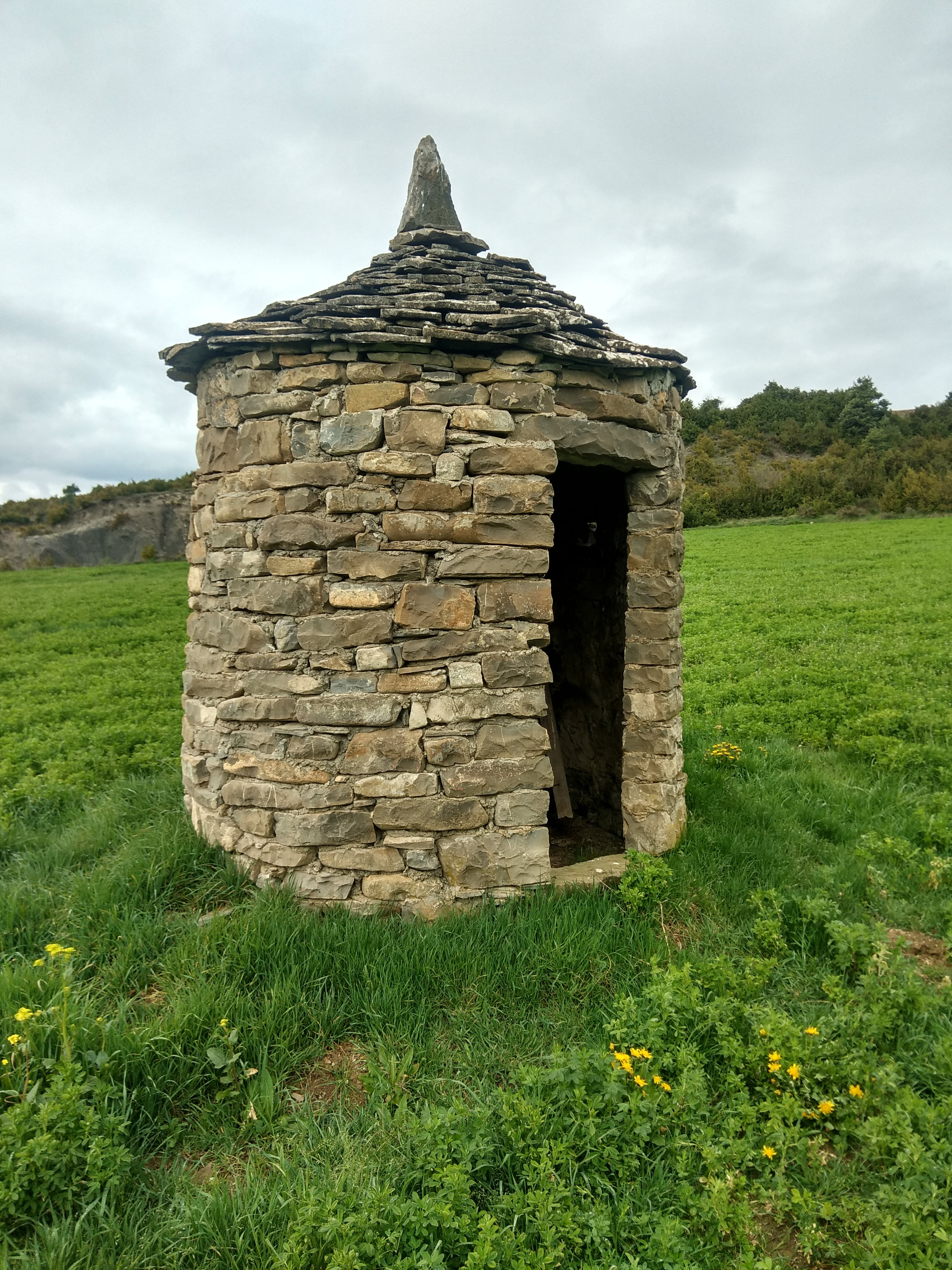
Caseta del Cojo

En el "fogaje" del reino de Aragón ordenado en 1495 por Fernando el Católico tiene dos "fuegos" (casas), lo que equivaldría a unos diez habitantes. En 1857 figura con 45 vecinos, en 1900 con 39, y en 2003 con 11.
El Diccionario Geográfico de Pascual Madoz, publicado en 1845, da la siguiente información sobre Lerés:

Terreno escabroso, próximo al nacimiento del río Gas, disfrutando de clima sano pero frío. Tiene 7 casas y una iglesia (San Miguel), aneja de  Gracionépel, cuyo cura pasa a decir misa. El cementerio [está] bien situado, y varias fuentes para el consumo del pueblo [...] El terreno es desigual y de mala calidad, cruzado por varias sendas que comunican con los pueblos limítrofes. Produce vino y avena con escasez, leña y pastos; cría ganado lanar, cabrío y vacuno cerril, y alguna caza.

## Toponimia
Aparece citado en la documentación histórica desde 1064 como Lerés, Lerese y Leresse.

## Historia
Se tiene noticia de que en 1203 pertenecía al rey de Aragón. Tres años después, en 1206, Pedro II donó la iglesia de la localidad con sus posesiones al obispado de Huesca-Jaca. 
A mediados del siglo XVI, en 1556, se tiene constancia de que la población pertenecía, como tantas otras de su entorno, al monasterio de San Juan de la Peña. Permaneció bajo el dominio eclesiástico durante casi tres siglos, hasta 1836 cuando en España se desamortizaron los bienes de la Iglesia.

## Patrimonio artístico

### Iglesia de San Miguel

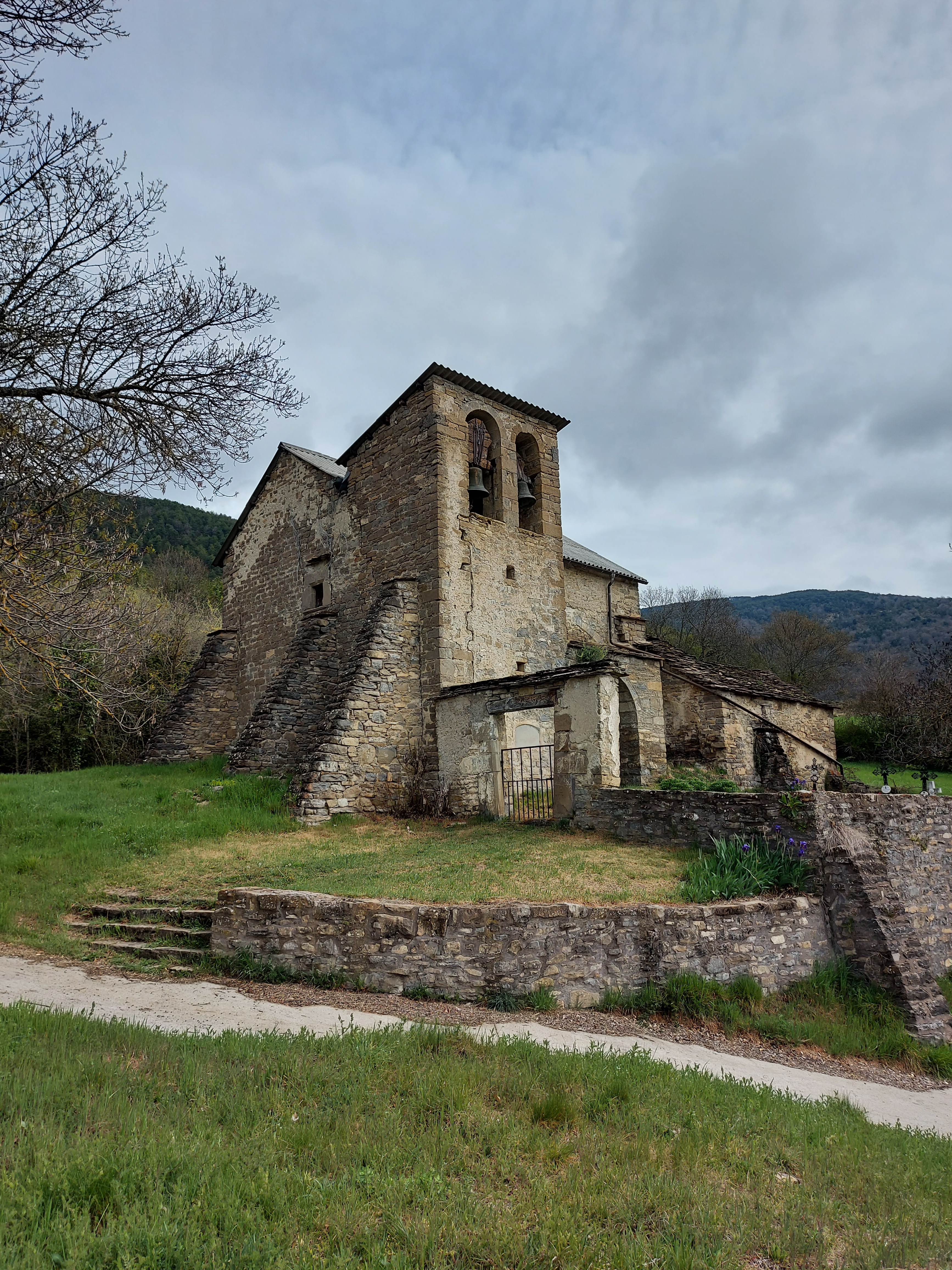
Iglesia de San Miguel

Se construyó entre finales del siglo XI y comienzos del XII. Al igual que la iglesia de Larrosa, corresponde a los últimos tiempos del románico lombardo que había arraigado en Serrablo. Como es habitual en este tipo de edificios, tiene una sola nave de tres tramos con dos arcos fajones apuntados. La planta es rectangular, desemboca en el presbiterio cubierto con bóveda de cañón y se cierra con un ábside semicircular orientado al este y con bóveda de cuarto de esfera. 
En el exterior del ábside, junto a la cornisa corre un friso de baquetones, debajo se contempla otro friso formado por nueve arcos ciegos que descansan sobre ménsulas. El arco central es más pequeño y alberga una estrecha ventana en aspillera. El material empleado es el sillarejo. 
En el siglo XVIII la iglesia experimentó importantes cambios: la nave se elevó y se cerró con una bóveda de cañón. En el lado sur del presbiterio se construyó la sacristía, y en la cabecera, a ambos lados, dos pequeñas capillas laterales. Al mismo tiempo se levantó la torre y el pequeño pórtico, lo que supuso la destrucción de la portada románica. De ella solo queda el crismón, que se recolocó en la puerta de acceso a la torre; está labrado sobre un piedra monolítica y su ejecución es sencilla, mediante incisiones.
En el interior, el altar mayor está dedicado a san Miguel Arcángel, al que está dedicado el templo. Es de factura barroca, posiblemente del siglo XVIII, de madera policromada y dorada. En las naves laterales se encuentran sendos retablos, también barrocos, de madera policromada.
Para reforzar el  muro sur se levantaron dos potentes y desproporcionados contrafuertes y otro en el mismo lado de la torre. La cubierta es reciente, de uralita, un material inapropiado para un templo románico.

### Arquitectura civil
El pequeño plano de la localidad se orienta de sur a norte, para culminar en la iglesia que se encuentra en el punto más elevado. Llama la atención la casa Viu, fechada en 1767, en cuya fachada se reaprovecharon los fragmentos de tres relieves posiblemente románicos. De izquierda a derecha aparecen: la cabeza de una persona realizada esquemáticamente, un personaje con las manos levantadas y la boca dentada de una fiera.
Se han rehabilitado y construido nuevas viviendas siguiendo el estilo tradicional del entorno.
Como es frecuente en la comarca, en los campos se levantan casetas que sirven de abrigo a las personas y de almacén de aperos agrícolas. Están construidas con sillarejo, a hueso o con argamasa de barro; no suelen tener ventanas y cuando existe son de pequeño tamaño. Por su parte, la puerta es adintelada y está cubierta por una piedra rectangular de  mayor tamaño que el resto. 
Cabe mencionar la caseta de casa Cañardo, de planta rectangular y cubierta a dos aguas; y la de casa del Cojo, de planta circular y con falsa bóveda.

## Fiestas
- 29 de septiembre, San Miguel Arcángel. Fiestas mayores
- 25 de junio, romerías de [Santa Orosia]] en Jaca y en Yebra de Basa. La tradición señala que en 1072 el pastor Guillem vecino de Guasillo guiado por un ángel encontró el cuerpo de Santa Orosia, y que por indicación divina su cabeza pasó a ser venerada en Jaca y el resto del cuerpo en Yebra de Basa.
- En torno al domingo de la Santísima Trinidad (30 de mayo), se hacía una romería a la ermita de Nuestra Señora del Solano, en Layés. Data del siglo XVII y se debe a que, según la tradición, la Virgen liberó los campos de la comarca de la plaga de langosta.

## Galería de imágenes

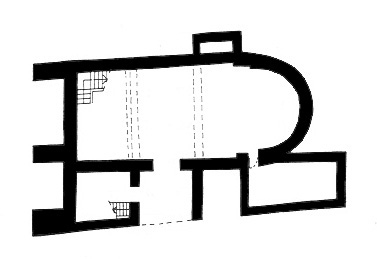
Planta de la Iglesia de San Miguel.
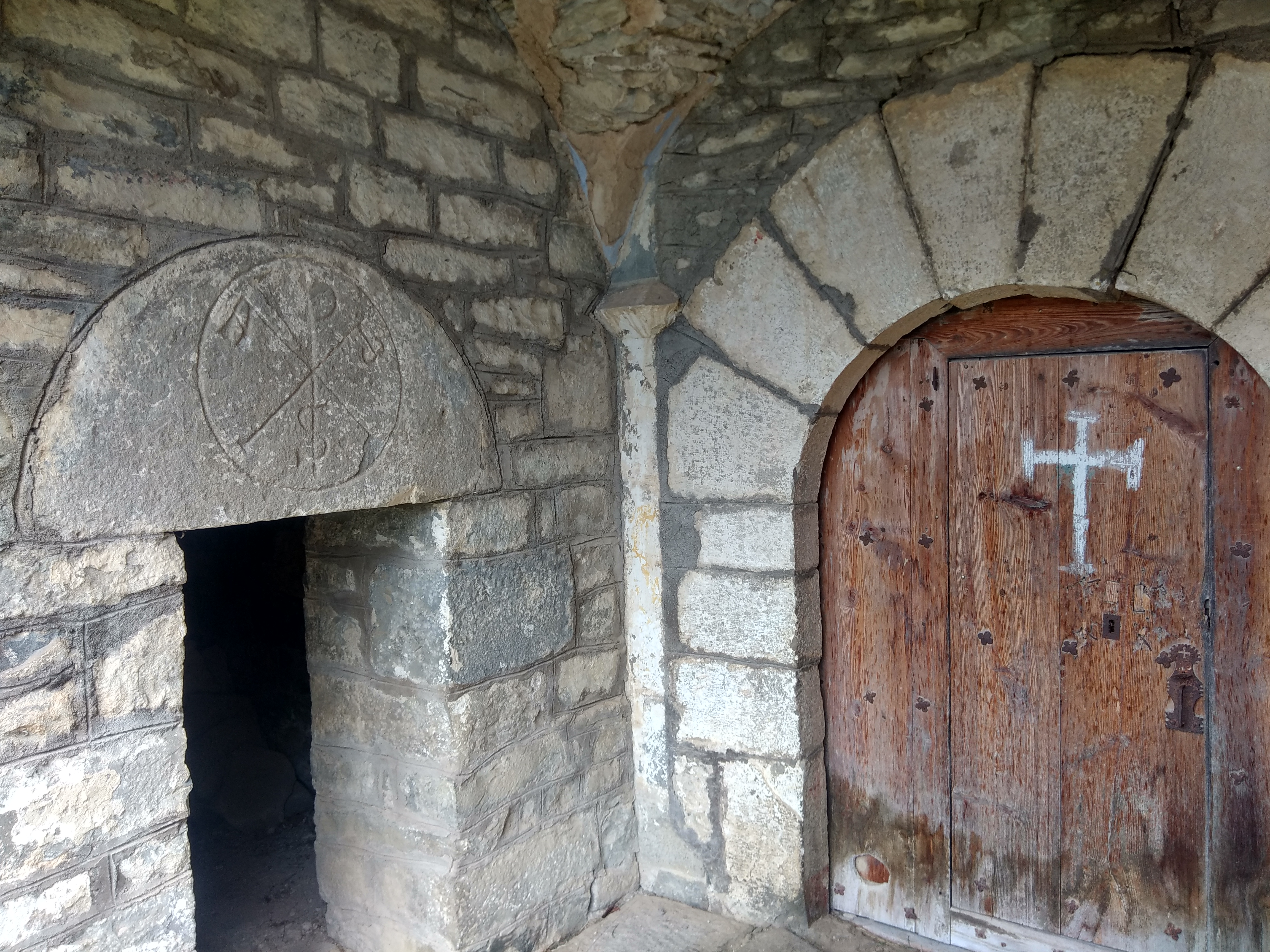
Crismón en el dintel de la puerta de la torre y portada de la iglesia
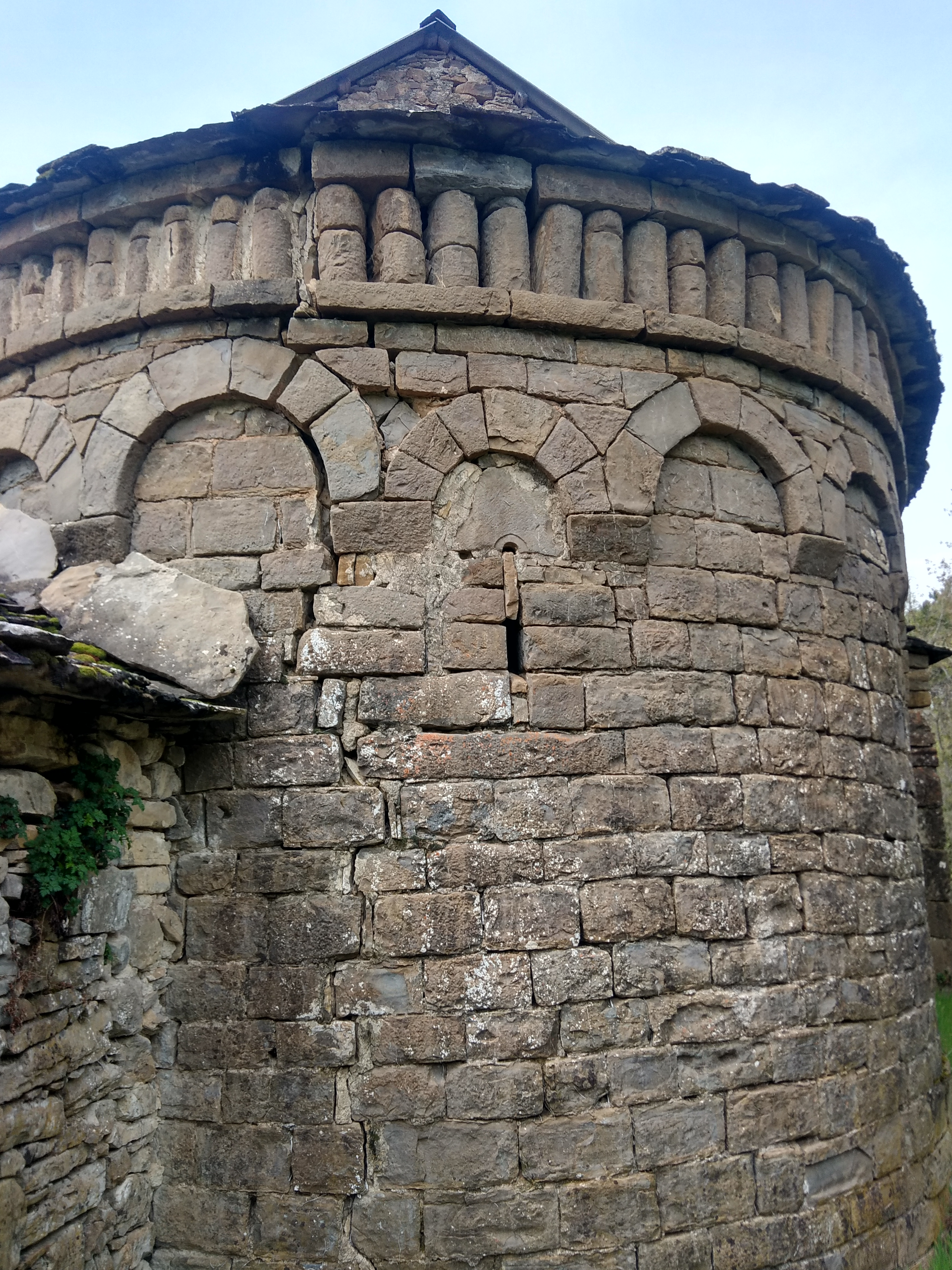
Baquetones, arcos ciegos y aspillera del ábside
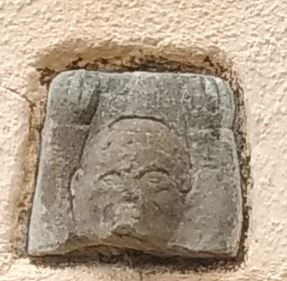
Relieve, posiblemente románico, en la fachada de Casa Viu
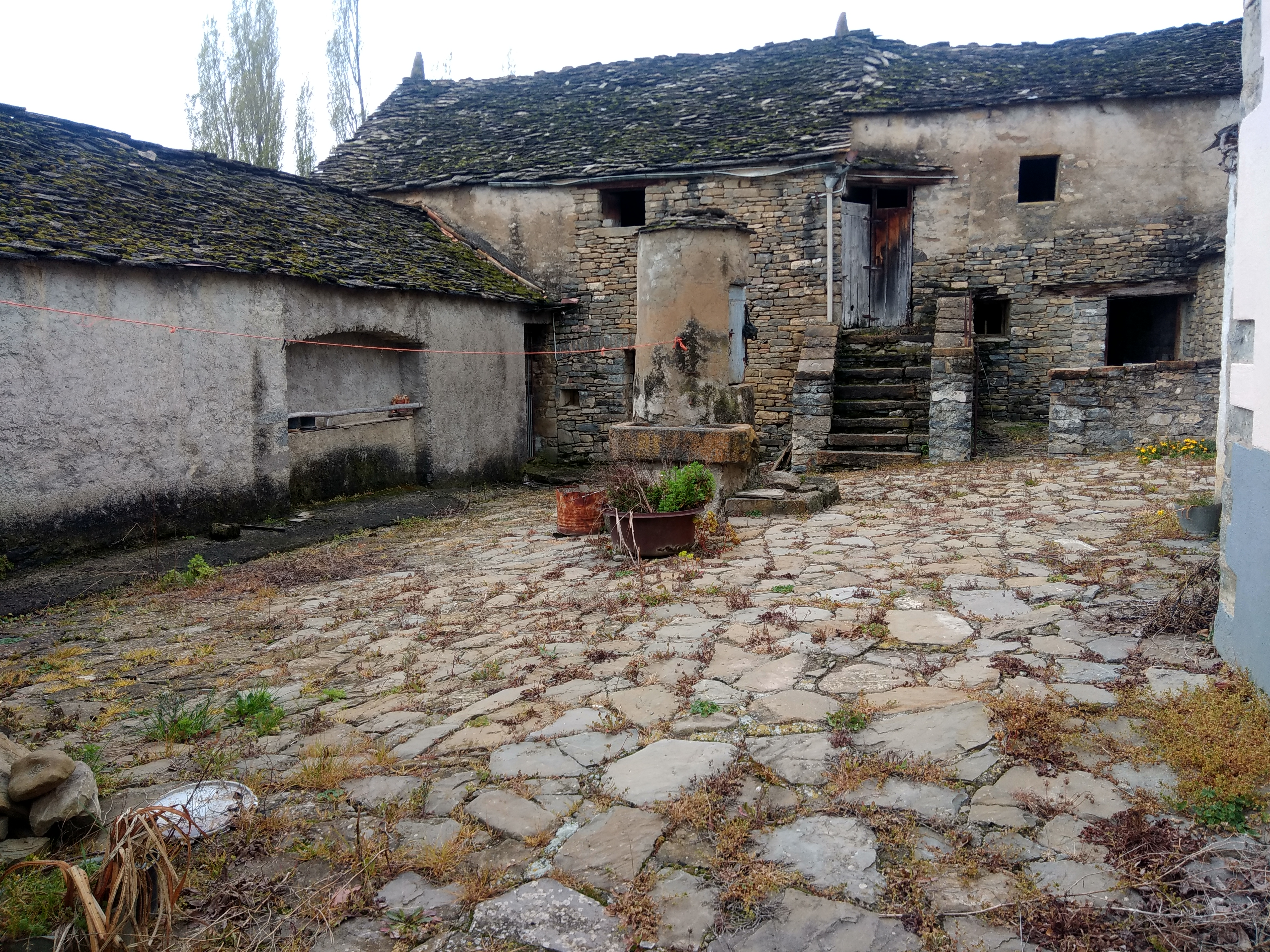
Patio empedrado y pozo